# محمد المدني (سياسي)
مدني محمد المدني المدني هو سياسي فلسطيني لاجئ من مواليد قرية كفر سبت المُدمرة خلال حرب 1948 في قضاء طبريا. شغل منصب محافظ محافظة بيت لحم في 4 أكتوبر 2001، واستمر حتى 20 نوفمبر 2003، وخلال تلك الفترة، كان من بين الذين حاصرتهم القوات الإسرائيلية في كنيسة المهد في أبريل–مايو 2002. يشغل منذ عام 2012 منصب رئيس لجنة التواصل مع المجتمع الإسرائيلي المنبثقة عن منظمة التحرير الفلسطينية.
صار المدني عضوًا في اللجنة المركزية لحركة فتح منذ المؤتمر السادس الذي عُقد في بيت لحم عام 2009، وأُعيد انتخابه في المؤتمر السابع الذي عُقد في مدينة رام الله عام 2016.